# 大竹和彦
大竹 和彦（おおたけ かずひこ、1959年〈昭和34年〉4月16日 - ）は、日本の実業家。日本年金機構理事長（第3代）。
協同住宅ローン株式会社取締役会長、株式会社農林中金総合研究所取締役会長、農林中央金庫代表理事専務などを歴任。

## 来歴
岐阜県出身。1982年（昭和57年）3月、東京大学法学部を卒業。同年4月、農林中央金庫に入庫。入庫後、リテール事業における公的年金の受取口座の指定獲得などに携わり、青森支店長、推進統括部副部長、JAバンク統括部副部長、総合企画部副部長、総務部主任考査役、人事部長、大阪支店長などを歴任。
2011年（平成23年）6月24日、農林中央金庫常務理事に就任。2015年（平成27年）6月24日、同専務理事に就任。同年6月、三菱UFJニコス取締役に就任。2016年（平成28年）6月24日、農林中央金庫専務理事リテール事業本部長に就任。2017年（平成29年）6月、同代表理事専務リテール事業本部長に就任。2018年（平成30年）4月1日、同代表理事専務コーポレート本部長に就任。役員として経営全般を統括し、リテールビジネスサービス業務、IT、リスク管理、リーガル、財務会計、監査、コーポレート業務などを担当。専務時代にはパーパス経営の議論を進めた。2021年（令和3年）3月31日、同代表理事専務を退任。同年4月1日、株式会社農林中金総合研究所取締役会長に就任。同日、協同住宅ローン取締役会長に就任。
2024年（令和6年）1月1日、日本年金機構理事長に就任。

## 年譜
- 1982年（昭和57年）
  - 3月 - 東京大学法学部卒業[1]
  - 4月 - 農林中央金庫入庫[1][2]
- 1997年（平成9年）3月 - 農林中央金庫金融部部長代理[2]
- 1998年（平成10年）7月 - 農林中央金庫資金為替部部長代理[2]
- 2000年（平成12年）1月 - 農林中央金庫人事部人事課長[2]
- 2002年（平成14年）7月 - 農林中央金庫青森支店長[1][2]
- 2003年（平成15年）2月 - 農林中央金庫推進統括部副部長[1][2]
- 2004年（平成16年）7月 - 農林中央金庫JAバンク統括部副部長[1][2]
- 2005年（平成17年）6月 - 農林中央金庫総合企画部副部長[1][2]
- 2007年（平成19年）
  - 1月 - 農林中央金庫総務部主任考査役[1][2]
  - 6月 - 農林中央金庫人事部長[1][2]
- 2009年（平成21年）6月 - 農林中央金庫大阪支店長[1][2]
- 2011年（平成23年）6月 - 農林中央金庫常務理事[1][2]
- 2015年（平成27年）
  - 6月 - 農林中央金庫専務理事[1][2]
  - 6月 - 三菱UFJニコス株式会社取締役[2]
- 2016年（平成28年）6月 - 農林中央金庫専務理事リテール事業本部長[1]
- 2017年（平成29年）6月 - 農林中央金庫代表理事専務リテール事業本部長[1]
- 2018年（平成30年）4月 - 農林中央金庫代表理事専務コーポレート本部長[1]
- 2021年（令和3年）
  - 4月 - 株式会社農林中金総合研究所取締役会長（非常勤）[1]
  - 4月 - 協同住宅ローン株式会社取締役会長（非常勤）[1]
- 2024年（令和6年）1月 - 日本年金機構理事長[1][10]